# Plan départemental d'action pour le logement des personnes défavorisées
Le Plan départemental d'action pour le logement des personnes défavorisées (PDALPD) est un document rédigé par les services de l’État français afin de mettre en œuvre le droit au logement. Son objectif est de développer et de mobiliser l'offre de logements répondant aux besoins des personnes et des familles en situation précaire, notamment celles cumulant les difficultés économiques et sociales, et de mettre en œuvre pour cette population des mesures de solvabilité.
Le document est placé sous la responsabilité de l'État français et du président du Conseil départemental. Il est élaboré pour une durée maximale de 6 ans.
Depuis la loi no 2014-366 du 24 mars 2014 dite ALUR, le document est désormais intitulé Plan départemental d'action pour le logement et l'hébergement des personnes défavorisées (PDALHPD).